# Millstreet County Park
Der Millstreet County Park ist ein 203 Hektar großer Park am 644 m hohen Musheramore, einem Berg der Boggeragh Mountains im County Cork in Irland. Das Besucherzentrum Tuairin Na mBlath ist nach dem altirischen Namen des Dorfes benannt. Stationen im Park, der auch ein Wasser- und Blumengarten und Tierpark ist, sind:

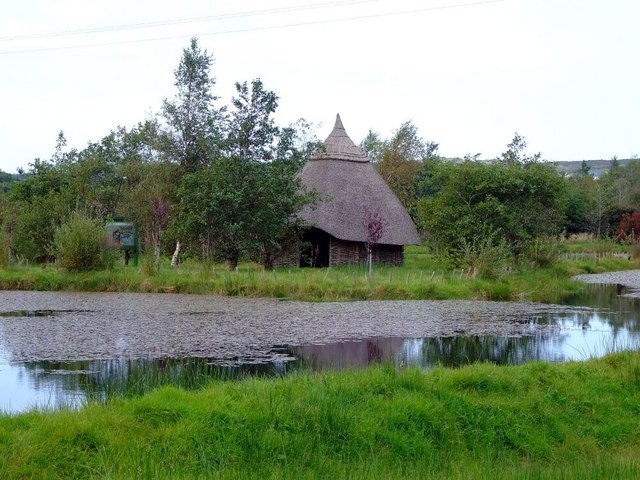
Rekonstruierter Crannog im Millstreet County Park

- Ein Radial-Stone-Circle aus der Bronzezeit, eine Besonderheit unter den Steinkreisen der Cork-Kerry-Serie.
- Eine Steinsetzung oder der Rest eines für die Gegend charakteristischen Wedge Tombs
- Findlinge der Eiszeit aus rotem Sandstein, die von verschiedenfarbigen Flechten (Lichen) überzogen sind. Auch Epiphyten, eine symbiotische Beziehung zwischen Pilzen und Algen finden sich in 23 Varianten im Park.
- Fulacht fiadh sind Kochplätze aus Stein- und Holzelementen aus der Bronze- und Eisenzeit
- Die Hirtenhütte wurde ursprünglich für einen Steinkreis gehalten. Es zeigte sich jedoch, dass es eine Hirtenunterkunft aus Trockenmauerwerk ist.
- Die Heckenschule lag hinter dem großen Felsen. Die irischen Lehrer konnten es sich nur leisten, jene Schüler als Folge der Penal Laws, illegal zu unterrichten, die zahlen konnten.